# Holger Wallat
Holger Wallat (* 1943 in Offenburg) ist ein deutscher Architekt und leitet gemeinsam mit der Architektin Anna-Marita Lang das Büro Wallat+Lang Architekten mit Sitz in München.

## Leben
Holger Wallats Großvater mütterlicherseits Karl-Heinz Lembke war Anfang der 1950er Jahre Herausgeber und Chefredakteur des Badischen Tagblatts. Holger Wallat wuchs mit seinem ein Jahr älteren Bruder Ekkehard bei seiner Mutter Elisabeth Wallat und deren Eltern in Baden-Baden auf. Wallats Großvater väterlicherseits Albert Haueisen war ein spätimpressionistischer Maler und von 1919 bis 1933 Direktor an der Staatlichen Akademie der bildenden Künste Karlsruhe. Der Vater Albert Wallat, ein unehelicher Sohn, war Städelschüler in Frankfurt und ebenfalls Maler.
Holger Wallat studierte von 1965 bis 1971 Architektur an der Technischen Hochschule Darmstadt und legte dort die Diplom-Hauptprüfung ab. Nach freiberuflicher Tätigkeit in München und Berlin war er von 1974 bis 1980 beim Stadtplanungsamt in Frankfurt am Main angestellt. 1980 machte er sich selbstständig und gründete in Köln ein eigenes Büro. Nach ersten Projekten im Hochbau, z. B. dem Studentenwohnheim in Frankfurt am Main und Arbeiten für verschiedene private Bauherren, legte er Mitte der 1980er Jahre seinen beruflichen Schwerpunkt auf Museums- und Ausstellungsarchitektur. In der Folge inszenierte Wallat zahlreiche Ausstellungsprojekte, u. a. für die Schirn Kunsthalle und das Städel in Frankfurt am Main, das Haus der Kunst in München, das Museum Kunstpalast in Düsseldorf und das Museum für Kunst und Gewerbe Hamburg.
Wallat entwickelte und realisierte viel beachtete Ausstellungsprojekte u. a. mit Christoph Vitali, Hellmut Seemann und Sabine Schulze.
Von 1999 bis 2002 unterrichtete er als Lehrbeauftragter am Mozarteum in Salzburg die Klasse Bühnenbild.

## Projekte

### Umbauprojekte (Auswahl)
- Haus der Kunst München, 1992–1996: Umbau des Ostflügels und der Mittelhalle, Umbau des Westflügels und der zentralen Eingangshalle, des Restaurants und Cafés im Terrassensaal
- Historisches Museum Frankfurt am Main: u. a. Masterplan für den Umbau der Dauerausstellung Mittelalter
- Rupertinum Salzburg, 1998: Neugestaltung der Ausstellungsbereiche im Erdgeschoss, dem ersten und zweiten Obergeschoss sowie dem Dachgeschoss, Umbaukonzept für das Foyer mit Café
- Museum für Kunst und Gewerbe Hamburg, 2010: Umbau und Neugestaltung der Dauerausstellung Moderne

### Ausstellungsprojekte (Auswahl)
Frankfurt am Main
- „Imagen de Mexiko – Der Beitrag Mexikos zur Kunst des 20. Jahrhunderts“, Schirn Kunsthalle Frankfurt, 1987/88
- „Afrikanische Kunst – Aus der Sammlung Barbier-Mueller in Genf“, Schirn Kunsthalle, 1988
- „Jean Dubuffet 1901–1985“, Schirn Kunsthalle, 1990
- „Die große Utopie – Die russische Avantgarde 1915–1932“, Schirn Kunsthalle, 1992
- „Johannes Vermeer – Der Geograph und der Astronom“ nach 200 Jahren wieder vereint, Städel Museum, 1997
- „Alberto Giacometti 1901–1906“, Schirn Kunsthalle, 1998
- „Rembrandt“, Städel Museum, 2003
- „4 Ks 2/63 Auschwitzprozeß – Frankfurt am Main 1963–1965“, in Zusammenarbeit mit dem Fritz Bauer Institut, Haus Gallus, 2004
- „Charlotte Salomon – Leben oder Theater?“, Städel Museum, 2004
- „Ägypten, Griechenland, Rom – Skulpturen von der Antike bis zur Klassik“, Städel Museum, 2005/2006

München
- „Elan Vital oder Das Auge des Eros“, Haus der Kunst, München 1994
- „La joie de vivre – Die nie gesehenen Meisterwerke der Barnes Collection“, Haus der Kunst, 1995
- „Expressionisten – Sammlung Buchheim“, Haus der Kunst, 1998
- „Die Nacht“, Haus der Kunst, 1998/99
- „Odysseus, Mythos und Erinnerung – Antike Skulptur“, Haus der Kunst, 1999/2000
- „4 Ks 2/63 Auschwitzprozeß – Frankfurt am Main 1963–1965“, in Zusammenarbeit mit dem Fritz-Bauer-Institut, Justizpalast München, 2007

Düsseldorf
- „Yves Klein“, Kunstsammlung Düsseldorf, 1994/95 (danach  Museum Ludwig, Köln)

Münster
- „Krieg und Frieden in Europa“, Verbundprojekt im Westfälischen Landesmuseum, Kulturgeschichtlichem Museum Münster, Osnabrück Felix-Nussbaum-Haus, Osnabrück Kunsthalle Dominikanerkirche, Osnabrück EuropaRatsAusstellung 1998

Berlin
- „4 Ks 2/63 Auschwitzprozeß – Frankfurt am Main 1963–1965“, in Zusammenarbeit mit dem Fritz-Bauer-Institut, Martin-Gropius-Bau, 2004

Hannover
- „4 Ks 2/63 Auschwitzprozeß – Frankfurt am Main 1963–1965“, in Zusammenarbeit mit dem Fritz-Bauer-Institut, Landtag Hannover, 2009

Hamburg
- „Rosa Schapire – Eigenartig Grün“, Museum für Kunst und Gewerbe Hamburg, 2009
- „Body & Soul – Menschenbilder aus vier Jahrtausenden“, Museum für Kunst und Gewerbe Hamburg, 2010

## Schriften
- Holger Wallat: Fliegende Bilder. Die Kunst der Ausstellungsarchitektur, in: Gardener, Belinda Grace (Hrsg.): Verführung des Blicks, Haus der Kunst, München, Helmut Metz Verlag, Hamburg 2000.
- Holger Wallat: Das Leben mit der Kunst – Die Architektur für die Kunst, in: 10 Jahre Kunst in der Schirn, Schirn-Kunsthalle Frankfurt (Hrsg.), Frankfurt/Main 1996.